# Ludwig von Strachwitz
Christian Georg Ludwig von Strachwitz (* 1740; † 22. Dezember 1812 in Glatz) war ein preußischer Generalmajor, zuletzt Chef des Infanterieregiments Nr. 43 und Kommandant von Nienburg.

## Leben

### Herkunft
Ludwig war der Sohn von David Ludwig von Strachwitz (* 1686; † 9. Februar 1743), preußischer Oberstleutnant sowie Kommandant von Spandau und dessen Ehefrau Sophie Margarethe, geborene von Fehrentheil und Gruppenberg aus dem Hause Schilkowitz (* 1706; † 1772).

### Militärkarriere
Strachwitz wurde 1756 als Gefreiterkorporal im Infanterieregiment „von Schultze“ Nr. 29 angestellt, mit dem er am Siebenjährigen Krieg teilnahm und bei Kolin und Kunersdorf verwundet wurde. Im Ersten Koalitionskrieg konnte er sich bei der Belagerung von Mainz auszeichnen und erhielt den Pour le Mérite.
1794 wurde Strachwitz Oberst im Regiment Nr. 37. Im Jahr 1799 wurde er zum Generalmajor befördert und Chef des Infanterieregiments Nr. 44. 1803 wurde er nach Liegnitz versetzt und erhielt das dort stationierte Infanterieregiment Nr. 43. Während des Vierten Koalitionskrieges war er Festungskommandant von Nienburg. Als nach der Schlacht von Jena und Auerstedt die Franzosen einmarschierte und die Festung Hameln kapitulierte, übergab Strachwitz am 25. November die Festung Nienburg kampflos mit allen Vorräten. 4000 Preußen kamen in französische Gefangenschaft. Dafür wurde Strachwitz 1809 von einem Militärgericht zu vier Jahren Festungshaft verurteilt.
Strachwitz verstarb unverheiratet.